# 922
Năm 922 là một năm trong lịch Julius.